# Stjepan Vrbančić
Stjepan Vrbančić (Zagreb, 29. studenog 1900. – Zagreb, 12. prosinca 1988.) bio je hrvatski nogometaš i nogometni reprezentativac.

### Reprezentativna karijera
Za nogometnu reprezentaciju Kraljevine Jugoslavije odigrao je 12 utakmica.